# Mikio Naruse
Mikio Naruse (成瀬 巳喜男 Naruse Mikio?) (n. 20 august 1905, Tokyo⁠(d), Tōkyō, Japonia – d. 2 iulie 1969, Tokyo⁠(d), Tōkyō, Japonia) a fost un regizor, scenarist și producător de film japonez care a regizat aproximativ 89 de filme începând din 1930 (de la sfârșitul epocii filmului mut) până în 1967.
Naruse este cunoscut pentru impregnarea filmelor sale cu o perspectivă sumbră și pesimistă. A realizat în primul rând filme shomin-geki (drame ale clasei muncitoare) cu protagoniști de sex feminin, portretizați de actrițe ca Hideko Takamine, Kinuyo Tanaka și Setsuko Hara. Datorită concentrării sale asupra dramelor de familie și a intersectării culturii tradiționale japoneze și culturii moderne, filmele sale sunt frecvent comparate cu creațiile artistice ale lui Yasujirō Ozu. Reputația sa de cineast este aproape asemănătoare cu cea a renumiților cineaști japonezi Akira Kurosawa, Kenji Mizoguchi și Yasujirō Ozu; cu toate acestea, opera sa cinematografică rămâne mai puțin cunoscută în afara Japoniei decât operele cineaștilor anterior menționați.
Printre cele mai apreciate filme ale lui Naruse se numără Late Chrysanthemums (1954), Floating Clouds (1955) și When a Woman Ascends the Stairs (1960). Cineastul Akira Kurosawa a asemănat stilul artistic melodramatic al lui Naruse cu „un râu vast, cu o suprafață calmă și un curent furios în adâncurile sale”.

## Biografie
Mikio Naruse a fost copilul cel mai mic al unei familii modeste. Tatăl său, artist în domeniul broderiilor, a murit în 1920. Mikio a descoperit literatura japoneză de la vârstă fragedă. A fost angajat la vârsta de 15 ani ca tehnician cu recuzita la studiourile Shōchiku, iar șase ani mai târziu a fost promovat asistent de regie, lucrând în special cu Yoshinobu Ikeda și Heinosuke Gosho.
Începând din 1930 a devenit regizor, debutând cu filmul Un couple de Chanbara, o comedie burlescă. Chiar dacă în anii următori, el a combinat melodrama cu slapstick-ul în filme precum Bon courage, larbin ! (Koshiben ganbare, 1931), Après notre séparation (Kimi to wakarete, 1933) sau Rêves de chaque nuit (Yogoto no yume, 1933), activitatea sa a fost puțin apreciată în cadrul companiei Shōchiku, care era administrată, la acea vreme, de Shirō Kido. Directorul studioului susținea o viziune a cinematografiei pe care o descria astfel: „Există două moduri de a vedea umanitatea (...) cu bucurie sau cu tristețe. Acesta din urmă nu este recomandată: noi, cei de la Shochiku, preferăm să privim existența într-un mod cald și optimist. (...) Potrivit liniei noastre directoare, baza filmelor trebuie să fie fericirea”. O astfel de perspectivă era opusă viziunii cinematografice a lui Naruse, iar Shirō Kido nu-și ascundea, astfel, antipatia față de filmele regizorului. Remarcând afinitățile între Yasujirō Ozu și Naruse, el a spus ulterior: „Shochiku nu avea nevoie de doi Ozu”.

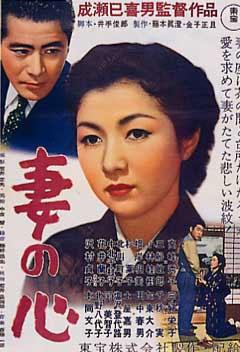
Afișul japonez al filmului Le Cœur d'une épouse cu Hideko Takamine

Prin urmare, Naruse a părăsit compania Shōchiku în anul 1935 și a început să lucreze pentru compania PCL (Photo Chemical Laboratories), care s-a transformat în 1937, după mai multe fuziuni și reorganizări, în compania Tōhō. El s-a simțit mai confortabil acolo și a afirmat mai târziu că „La Shōchiku mi s-a permis să regizez; la P.C.L. mi s-a cerut să regizez. O diferență semnificativă.” (M. Naruse, Kinema Junpō, decembrie 1960, citat de Leonard Schrader).
Primul său film important a fost Ma femme, sois comme une rose (Tsuma yo bara no yōni, 1935), care a avut parte de succes comercial și critic, a câștigat premiul Kinema Junpō și a fost primul film sonor japonez care a fost distribuit în cinematografele din Statele Unite ale Americii (unde nu a fost bine primit). Filmul urmărește o tânără femeie al cărei tată își părăsise familia cu mulți ani înainte pentru o gheișă. La fel ca în alte filme ale lui Naruse, portretul „celeilalte femei” este nuanțat și mai empatic: atunci când fiica își vizitează tatăl într-un sat de munte îndepărtat iese la iveală că cea de-a doua soție este mult mai potrivită pentru el decât prima. Fiica își aduce tatăl cu ea pentru ca acesta să-și dea acordul pentru căsătoria ei, dar reîntâlnirea lui cu prima soție - o poetă melancolică - este dezastruoasă: cei doi nu au nimic în comun și tatăl se întoarce la cea de-a doua soție. În această perioadă Mikio Naruse s-a căsătorit cu actrița Sachiko Chiba (care jucase în Tsuma yo bara no yōni), cu care a efectuat turnee în mod regulat. Cei doi soți au divorțat la trei ani de la căsătoria lor.
În urma acestui divorț Naruse a intrat, potrivit propriilor afirmații, într-o perioadă de depresie severă. La sfârșitul anilor 1940 s-a alăturat regizorilor Akira Kurosawa, Senkichi Taniguchi și Kajiro Yamamoto și producătorului Sōjirō Motoki pentru a forma o companie de producție independentă cu o existență durată, Film Art Association (Eiga geijutsu kyokai), care a fost responsabilă cu producerea unor filme precum Rashomon, The Quiet Duel și Stray Dog. În perioada postbelică a colaborat adesea cu alți scenariști, scriindu-și mai rar propriile scenarii. A prezentat cu o oarecare doză de pesimism poveștile unor familii destrămate, ca în The Mother (Okaasan, 1952), L’Éclair (Inazuma, 1954) sau în capodopera sa Nuages floating (Ukigumo, 1955). Pasionat de literatură, el a ecranizat marile opere literare ale lui Yasunari Kawabata precum Dansatoarea din Izu (Maihime, 1951) sau Sunetul muntelui (Yama no oto, 1954) și șase cărți ale lui Fumiko Hayashi, mai ales autobiografia Chronique de mon vagabondage (Hōrōki, 1962). În melodramele sale postbelice iese la iveală compasiunea față de eroinele sale (interpretate adesea de actrița sa preferată Hideko Takamine sau de Setsuko Hara), confruntate cu bărbați lași (interpretați de Ken Uehara sau Masayuki Mori).
În anii 1960 tema sa predilectă a rămas realizarea portretelor unor femei în filme precum Quand une femme monte l'escalier (Onna ga kaidan o agaru toki, 1960), care prezintă povestea angajatei îmbătrânite a unui bar care încearcă să se adapteze vremurilor moderne, sau în Nuages épars (Midaregumo, 1967), ultimul său film despre povestea de dragoste imposibilă între o văduvă și șoferul care i-a accidentat mortal soțul.

## Stil cinematografic
Naruse este cunoscut ca exemplificând în mod special conceptul japonez mono no aware, conștientizarea efemerității lumii și ușoara tristețe cu privire la această trecere. Naruse era o persoană timidă și puțini dintre cei mai apropiați colaboratori îl cunoșteau bine. Actrița Hideko Takamine, care a jucat într-o duzină din filmele sale, a afirmat mai târziu: „nici măcar în timpul turnării unui film, nu ar fi spus niciodată dacă ceva era bun sau rău, interesant sau banal. Era un regizor complet apatic. Am apărut în aproximativ 20 din filmele sale și totuși nu a existat niciodată un moment în care să-mi dea vreo instrucțiune actoricească”. Cineastul Akira Kurosawa, care a colaborat la începutul carierei cu Naruse, a mărturisit mai târziu că Naruse prefera să lucreze singur, delegând puține sarcini asistenților săi.
Filmele lui Naruse au la bază scenarii simple, cu un dialog minim, o mișcare discretă a camerei și decoruri cât mai realiste. Regizorul dădea puține instrucțiuni actorilor săi, făcea chiar mai puține comentarii și lăsa camera să filmeze, muncind mai mult în faza de posproducție unde, prin inserții sau tăieturi, monta secvențele așa cum își dorea pentru a crea o eficiență dramatică sporită. Primele sale filme erau realizate într-un stil expresionist, mai experimental, dar Naruse a ajuns să fie cunoscut mai ales pentru stilul lent și calm al creațiilor sale ulterioare, conceput pentru a amplifica drama de zi cu zi a încercărilor și necazurilor unor persoane simple și a lăsa un spațiu maxim de acțiune pentru actorii săi în prezentarea nuanțelor psihologice ale mișcărilor și reacțiilor.
Protagoniștii săi sunt de obicei femei, iar studiile sale cu privire la experiența feminină au cuprins o gamă largă de profesii, situații și aspecte sociale. O serie de astfel de filme sunt adaptări ale operei literare a romancierei Fumiko Hayashi, a cărei perspectivă pesimistă părea să se potrivească cu cea a lui Naruse. Cineastul a ecranizat șase romane ale autoarei în filme despre dragostea neîmpărtășită (Floating Clouds 1955), familii nefericite și căsnicii lipsite de pasiune (Repast - 1951, Wife - 1953, Lightning - 1952) și lupta împotriva greutăților materiale și a opresiunii sociale (Late Chrysanthemums 1954).
Naruse a filmat într-un mod economic, folosind tehnici de economisire a timpului și banilor pe care ceilalți regizori le evitau, cum ar fi filmarea fiecărui actor rostindu-și replicile separat și apoi combinând secvențele în ordine cronologică în faza de postproducție (acest mod de filmare a redus cantitatea de peliculă irosită cu fiecare dublă și a permis filmarea unei scene de dialog cu o singură cameră). Kurosawa a fost impresionat de abilitatea și de energia neobosită a lui Naruse de a monta cadre scurte pentru a construi o secvență. Într-un mod poate nesurprinzător, banii sunt ei înșiși o temă majoră în aceste filme, reflectând posibil copilăria petrecută în sărăcie a regizorului: Naruse este un observator deosebit de incisiv al conflictelor financiare din cadrul familiei (ca în Ginza Cosmetics, 1951, în care personajul principal feminin acceptă să își susțină material toate rudele lucrând într-un bar, sau A Wife's Heart, 1956, în care un cuplu este escrocat din cauza unui împrumut bancar luat de socri).

## Posteritate
Mult timp ignorate de criticii occidentali, filmele sale au fost redescoperite în urma retrospectivelor ample din anii 1980 (în special la festivalurile de la Locarno, Hong-Kong și San Sebastian), iar Mikio Naruse a fost recunoscut în cele din urmă drept unul dintre cei mai mari regizori ai „celei de-a doua epoci de aur” a cinematografiei japoneze din anii 1950, alături de Kurosawa, Ozu și Mizoguchi.
El este, de asemenea, un reper major pentru regizori precum Hou Hsiao-hsien.

## Filmografie
Filme mute
- 1930: Un couple de Chanbara (チャンバラ夫婦 Chanbara fūfu?)
- 1930: Un pur amour (純情 Junjō?)
- 1930: Une époque difficile (不景気時代 Fukeiki jidai?)
- 1930: La Force de l'amour (愛は力だ Ai wa chikara da?)

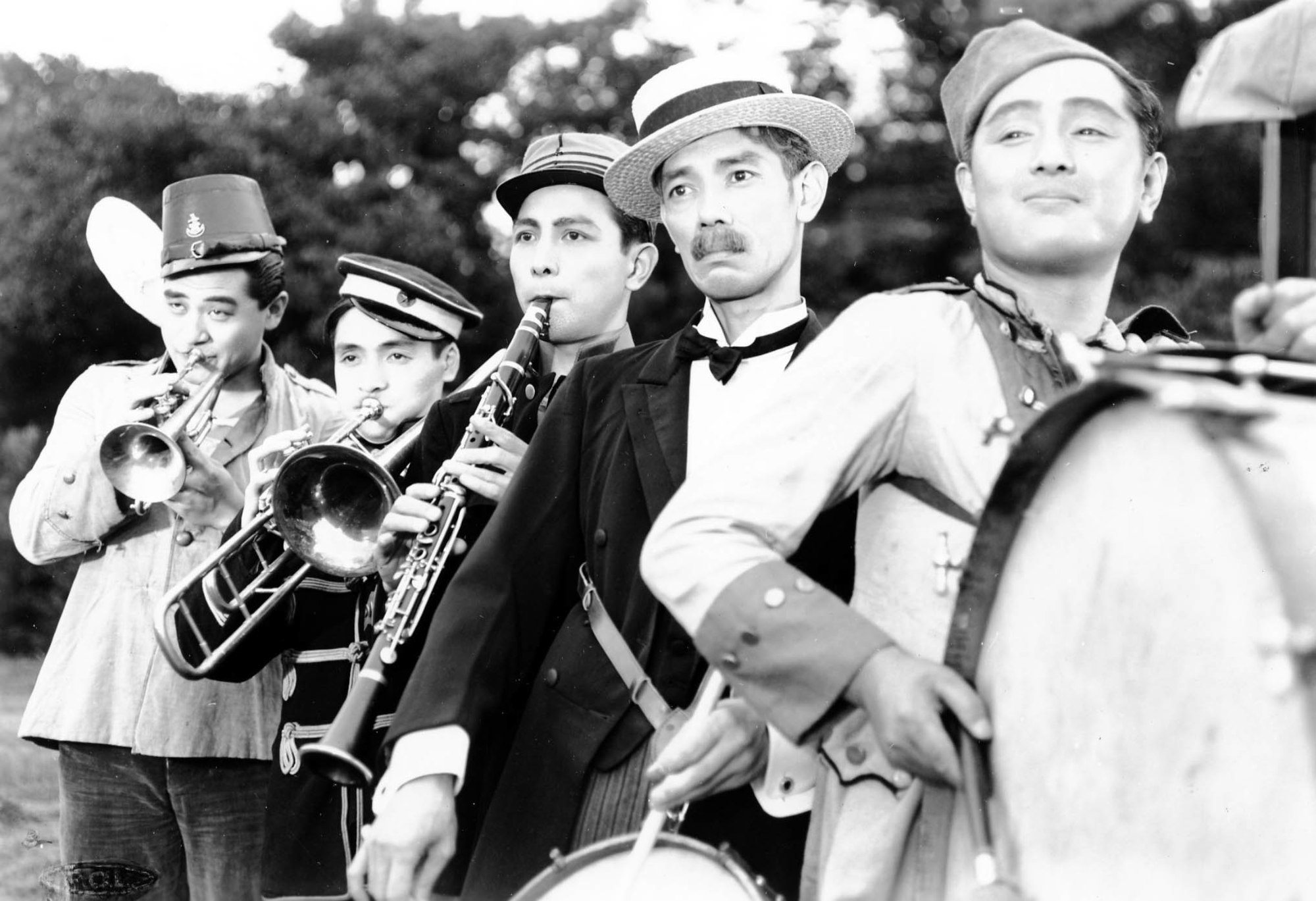
Cinq types au cirque (1935)

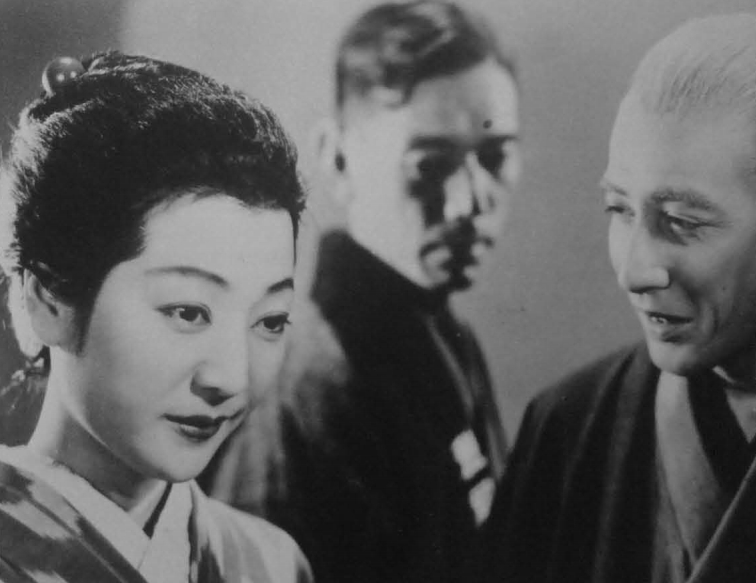
Sachiko Chiba, Kō Mihashi și Yō Shiomi în La Fille dont on parle (1935)

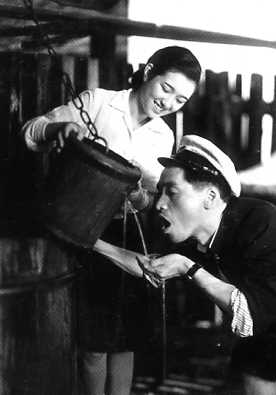
Hideko Takamine și Kamatari Fujiwara în Hideko, receveuse d'autobus (1941)

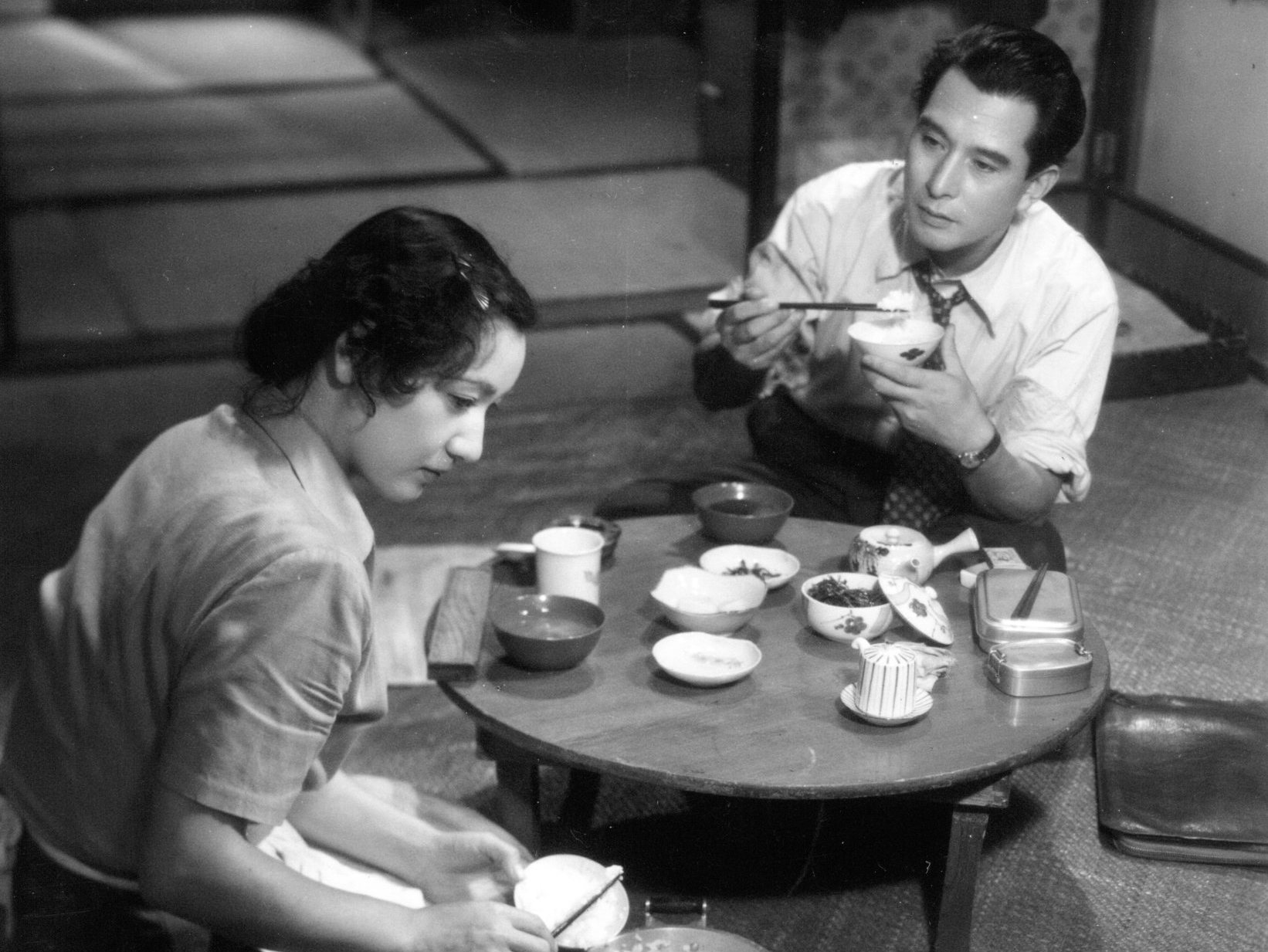
Setsuko Hara și Ken Uehara în Le Repas (1951)

- 1930: Chronique des jeunes mariés sans vergogne (押切新婚記 Oshikiri shinkonki?)
- 1931: Ne sois pas si excité ! (ねえ興奮しちゃいやよ Nē kōfun shitara iya yo?)
- 1931: Les Cris du second étage (二階の悲鳴 Nikai no himei?)
- 1931: Bon courage, larbin ! (腰弁頑張れ Koshiben ganbare?)
- 1931: Un caprice saute dans le train (浮気は汽車に乗って Uwaki wa kisha ni notte?)
- 1931: La Force d'une moustache (髭の力 Hige no chikara?)
- 1931: Sous le toit des voisins (隣の屋根の下 Tonari no yane no shita?)
- 1932: Mesdames, prenez garde à vos manches ! (女は袂を御用心 Onna wa tomoto o goyōjin?)
- 1932: Pleurs sous l'azur (青空に泣く Aozora ni naku?)
- 1932: Sois un grand homme ! (偉くなれ Eraku nare?)
- 1932: Un printemps mité (蝕める春 Mushibameru haru?)
- 1932: La Fille aux chocolats (チョコレートガール Chokorēto gāru?)
- 1932: Sans liens de parenté (生さぬ仲 Nasaku naka?)
- 1932: Kashi no aru Tōkyō fukei (菓子のある東京風景?)
- 1933: Après notre séparation (君と別れて Kimi to wakarete?)
- 1933: Rêves de chaque nuit (夜ごとの夢 Yogoto no yume?)
- 1933: Mon épouse coiffée (僕の丸髷 Boku no marumage?)
- 1933: Deux prunelles (双眸 Sōbō?)
- 1933: Bonne année (謹賀新年 Kinga shinnen?)
- 1934: La Rue sans fin (限りなき舗道 Kagiri naki hodō?)

Filme sonore
- 1935: Trois sœurs au cœur pur (乙女ごころ三人姉妹 Otome-gokoro sannin shimai?)
- 1935: L'Actrice et le poète (女優と詩人 Joyū to shijin?)
- 1935: Ma femme, sois comme une rose (妻よ薔薇のやうに Tsuma yo bara no yōni?)[15]
- 1935: Cinq types au cirque (サーカス五人組 Sākasu gonin-gumi?)
- 1935: La Fille dont on parle (噂の娘 Uwasa no musume?)
- 1936: Tochuken Kumoemon (桃中軒雲右衛門 Tōchūken Kumoemon?)
- 1936: Le Chemin parcouru ensemble (君と行く路 Kimi to yuku michi?)
- 1936: Une avenue au matin (朝の並木路 Ashita no namikimichi?)
- 1937: Les Larmes d'une femme (女人哀愁 Nyonin aishū?)
- 1937: Avalanche (雪崩 Nadare?)[26]
- 1937: Les Vicissitudes de la vie I (禍福 前篇 Kafuku zenpen?)
- 1937: Les Vicissitudes de la vie II (禍福 後篇 Kafuku kōhen?)
- 1938: Tsuruhachi et Tsurujiro (鶴八鶴次郎 Tsuruhachi Tsurujirō?)
- 1939: Toute la famille travaille (はたらく一家 Hataraku ikka?)
- 1939: Le Cœur sincère (まごころ Magokoro?)
- 1940: Acteurs ambulants (旅役者 Tabi yakusha?)
- 1941: Un visage inoubliable (なつかしの顔 Natsukashi no kao?)
- 1941: La Lune de Shanghai (上海の月 Shanhai no tsuki?)
- 1941: Hideko, receveuse d'autobus (秀子の車掌さん Hideko no shashō-san?)
- 1942: Ma mère ne mourra jamais (母は死なず Haha wa shinazu?)[27]
- 1943: La Chanson de la lanterne (歌行燈 Uta andon?)
- 1944: Cette belle vie ou Quelle vie agréable ! (楽しき哉人生 Tanoshiki kana jinsei?)
- 1944: Le Chemin du drame (芝居道 Shibaidō?)
- 1945: Jusqu'au jour de la victoire (勝利の日まで Shōri no hi made?)
- 1945: Histoire de l'arc au temple de Sanjusangendo (三十三間堂通し矢物語 Sanjūsangendō tōshiya monogatari?)
- 1946: Les Descendants de Taro Urashima (浦島太郎の後裔 Urashima Tarō no kōei?)
- 1946: Et toi et moi (俺もお前も Ore mo omae mo?)
- 1947: Quatre histoires d'amour (春のめざめ Yottsu no koi no monogatari?) - partea a II-a: Même se quitter est un plaisir (別れも愉し Wakare mo tanoshi?)[28]
- 1947: L’Éveil du printemps (春のめざめ Haru no mezame?)
- 1949: La Mauvaise Fille (不良少女 Furyō shōjo?)
- 1950: Rapport sur la conduite du professeur Ishinaka (石中先生行状記 Ishinaka sensei gyōjoki?)[29]
- 1950: La Rue en colère (怒りの街 Ikari no machi?)
- 1950: La Bête blanche (白い野獣 Shiroi yajū?)
- 1950: La Bataille de roses (薔薇合戦 Bara gassen?)
- 1951: Le Fard de Ginza (銀座化粧 Ginza keshō?)
- 1951: La Danseuse (舞姫 Maihime?)[30]
- 1951: Le Repas (めし Meshi?)
- 1952: Okuni et Gohei (お国と五平 Okuni to Gohei?)
- 1952: La Mère (おかあさん Okaasan?)[31]
- 1952: L'Éclair (稲妻 Inazuma?)
- 1953: Un couple (夫婦 Fūfu?)
- 1953: Épouse (妻 Tsuma?)
- 1953: Frère aîné, sœur cadette (あにいもうと Ani imōto?)
- 1954: Sunetul muntelui (山の音 Yama no oto?)[32]
- 1954: Derniers chrysanthèmes (晩菊 Bangiku?)[32]
- 1955: Nuages flottants (浮雲 Ukigumo?)[33]
- 1955: Les Baisers, épisode 3 : Chez les femmes (くちづけ Kuchizuke, 3 : Onna doshi?)
- 1956: Pluie soudaine (驟雨 Shūu?)
- 1956: Le Cœur d'une épouse (妻の心 Tsuma no kokoro?)[34]
- 1956: Au gré du courant (流れる Nagareru?)[35]
- 1957: Une femme indomptable (あらくれ Arakure?)
- 1958: Anzukko (杏っ子 Anzukko?)
- 1958: Nuages d'été (鰯雲 Iwashigumo?)
- 1959: Le Sifflement de Kotan (コタンの口笛 Kotan no kuchibue?)
- 1960: Quand une femme monte l'escalier (女が階段を上る時 Onna ga kaidan o agaru toki?)[36]
- 1960: Filles, épouses et une mère (娘・妻・母 Musume tsuma haha?)[37]
- 1960: Courant du soir (夜の流れ Yoru no nagare?)
- 1960: À l'approche de l'automne (秋立ちぬ Aki tachinu?)
- 1961: Comme épouse et comme femme (妻として女として Tsuma to shite onna to shite?)
- 1962: La Place de la femme (女の座 Onna no za?)
- 1962: Chronique de mon vagabondage (放浪記 Hōrōki?)[19]
- 1963: L'Histoire de la femme (女の歴史 Onna no rekishi?)
- 1964: Une femme dans la tourmente (乱れる Midareru?)
- 1966: L'Étranger à l'intérieur d'une femme (女の中にいる他人 Onna no naka ni iru tanin?)
- 1966: Délit de fuite (ひき逃げ Hikinige?)
- 1967: Nuages épars (乱れ雲 Midaregumo?)

## Premii și distincții
- 1951: Premiul Mainichi pentru cel mai bun regizor pentru filmul Repast[38]
- 1952: Premiul Panglica Albastră pentru cel mai bun regizor pentru filmele Lightning și Mother[39]
- 1955: Premiul Mainichi pentru cel mai bun regizor pentru filmul Floating Clouds[38]
- 1955: Premiul Kinema Junpō pentru cel mai bun regizor pentru filmul Floating Clouds[40]

## Legături externe
- Mikio Naruse la Internet Movie Database
- Mikio Naruse pe Japanese Movie Database
- Senses of Cinema: Great Directors Critical Database
- Better Late Than Never: The Films of Mikio Naruse
- Flowing: The Films of Mikio Naruse
- Strictly Film School reviews
- The great Japanese director you’ve never heard of
- The materialist ethic of Mikio Naruse
- Notebook Roundtable: Talking Silent Naruse
- Silent Naruse – eseu pentru Criterion Collection
- A Mikio Naruse Companion